# Selce, Lenart
Selce so naselje v Občini Lenart.
Selce stojijo v povirjih potokov Rogoznice, pritoka Drave, in Črmlje, ki se izliva v reko Pesnico. Poleg slemenskega jedra Selc sestavljajo kraj še zaselki Prodnice, Selški Vrh, Zadnja Mrčka in Prenošak. Vas je dostopna po cesti Lenart-Spodnja Voličina-Ptuj. Območje je izrazito sadjarsko, prevladujejo nasadi jablan in hrušk.